# Ceków-Kolonia
Ceków-Kolonia è un comune rurale polacco del distretto di Kalisz, nel voivodato della Grande Polonia.
Ricopre una superficie di 88,19 km² e nel 2004 contava 4 539 abitanti.